# Edward N. Allen
Edward Normand Allen (* 18. April 1891 in Hartford, Connecticut; † 14. November 1972) war ein US-amerikanischer Politiker. Zwischen 1951 und 1955 war er Vizegouverneur des Bundesstaates Connecticut.

## Werdegang
Edward Allen besuchte die Norwich University in Vermont und absolvierte danach die Yale University. Er trat in die United States Army ein und diente im Jahr 1916 während eines Grenzkonflikts mit Mexiko an der dortigen Grenze, wo er an der Suche nach Pancho Villa beteiligt war. Danach nahm er am Ersten Weltkrieg teil. Zwischen 1920 und 1924 war er Polizeichef (Police Commissioner) in Hartford. Später leitete er das Kaufhaus Allen-Sage. Politisch schloss sich Allen der Republikanischen Partei an. Von 1927 bis 1929 saß er im Senat von Connecticut; im Jahr 1928 war er Ersatzdelegierter zur Republican National Convention, auf der Herbert Hoover als Präsidentschaftskandidat nominiert wurde. Zwischen 1947 und 1948 übte er das Amt des Bürgermeisters von Hartford aus.
Im Jahr 1950 wurde Allen an der Seite von John Davis Lodge zum Vizegouverneur von Connecticut gewählt. Dieses Amt bekleidete er zwischen 1951 und 1955. Dabei war er Stellvertreter des Gouverneurs und Vorsitzender des Staatssenats. Damals trat eine Änderung der Staatsverfassung in Kraft, die die Amtszeiten des Gouverneurs und seines Stellvertreters von zwei auf vier Jahre verlängerte.
Nach dem Ende seiner Zeit als Vizegouverneur ist Edward Allen politisch nicht mehr in Erscheinung getreten. Seit dem 14. Januar 1936 war er mit Mildred Pomeranz verheiratet, die zwischen 1955 und 1959 das Amt des Secretary of State von Connecticut ausübte. Er starb am 14. November 1972.